# Seznam avstralskih zdravnikov
Seznam avstralskih zdravnikov.

## B
- Percival Bazeley
- Frank Macfarlane Burnet

## C
- John F. Cade
- Victor Chang

## F
- Reverend John Flynn

## H
- Fred Hollows

## K
- John F. Kerin

## M
- Barry Marshall
- William G. McBride

## W
- Robin Warren